# Khrissi (illa)
Khrissi (grec Χρυσή [xri'si], literalment or (metall), normalment transliterat com Chryssi) o Gaiduronissi (grec Γαϊδουρονήσι [ɣajðuro'nisi], literalment illa dels rucs) és una petita illa deshabitada del Mar de Líbia a 8 milles nàutiques al sud de Ieràpetra, Creta
L'illa és una reserva natural i no es permet fer-hi nit, ni sortir dels camins i les àrees marcades.
Als illots de rocs propers hi fan niu molts ocells marins, i s'hi ha albirat la tortuga babaua i la gairebé extinta foca caputxina del Mediterrani.
A uns 700 metres a l'est hi ha l'illot rocós anomenat Mikronisi (petita illa).